# چاینا مین‌متالز
چاینا مین‌متالز (انگلیسی: China Minmetals) شرکت دولتی فلزات چینی است، که در سال ۱۹۵۰ تأسیس شد و هم‌اکنون از شرکت‌های زیرمجموعه سازمان ساساک می‌باشد.